# Eucalyptus websteriana
Eucalyptus websteriana är en myrtenväxtart som beskrevs av Joseph Henry Maiden. Eucalyptus websteriana ingår i släktet Eucalyptus och familjen myrtenväxter. Inga underarter finns listade i Catalogue of Life.